# Philippe Delaye
Philippe Delaye (Montbrison, 26 juni 1975) is een voormalig Franse voetballer (middenvelder). Gedurende zijn carrière kwam hij uit voor Stade Rennes, SC Bastia, FC Istres en Montpellier HSC.